# ムトワラ
ムトワラ（Mtwara）は、タンザニア南部の都市。人口は7万8824人（2012年）。ムトワラ州の州都である、ムトワラは1940年代に作られた新しい街であるが、現在タンザニア南部海岸で最も大きな街である。

## 概要
ムトワラの街は1940年代後半、英領タンガニーカ南部を広大な落花生栽培地帯として開発するタンガニーカ落花生計画の拠点として建設された。この計画のため外洋船の寄航できる深水港や20万人を収容できる都市計画、内陸への鉄道、郵便局などさまざまな公共機関が立てられ、州の政庁も10km北のミキンダニより移された。計画は1951年に大失敗として放棄されたが、ムトワラの街は深い港をもったこの地方の政治・商業上の中心として成長を続け、ミキンダニやリンディを押さえて南部海岸地区の中心都市となった。
ムトワラには5000人を収容できるウモジャ・スタジアムがあり、サッカークラブのバンダリFCが本拠を置いている。

## 交通
ムトワラはモザンビーク国境に近い町であり、モザンビークとは新たに完成したユニティ・ブリッジによって結ばれ、さらに内陸部のマサシとは部分的に舗装された道路で、北のリンディとは舗装道路で結ばれている。また、ムトワラには小さな空港があり、ダルエスサラームとの間を1時間程度で結んでいる。ダルエスサラームからキルワ（キルワ・マソコ）やリンディを通ってムトワラまでを結ぶ舗装道路が建設中である。またムトワラは、北のミキンダニへ行く観光客の拠点ともなっている。

## 経済
現在内陸部のムチュチュマとリガンガで鉄鉱石開発の計画があり、両鉱山とムトワラ及びリンディを結ぶ鉄道が計画中である。
ムトワラの港からは、この地方でとれるカシューナッツ（前述）などが主に輸出されている。
2022年ロシアのウクライナ侵攻が始まると、欧州を中心に石炭の需要が高まり、ムトワラの港でも取り扱い高が増加した。